# Neus Simon i Perayre
Neus Simon i Perayre (Berga, 26 de gener del 1957) és una compositora i instrumentista de flabiol i flauta travessera berguedana.
Estudià música amb la seva mare, la prestigiosa professora i compositora Montserrat Perayre. Va ser flabiolaire de la "Cobla Ciutat de Berga" (1978-1982). Mestra de música, ha treballat al Centre d'Estudis Musicals del Berguedà L'Espill, que fundà el 1982, i al curs 2009-2010 ensenyava piano, teclat, harmonia i llenguatge musical a l'Escola Municipal de Música de Berga.
Ha compost diverses peces de música per a piano, cant, clarinet, orquestra o cobla, dedicades normalment a fets i llocs de la comarca del Berguedà. Juntament amb Jaume Huch publicà el recull poètic-musical Antologia queraltina (Berga: Edicions de l'Albí, 1992 ISBN 8486631149).

## Obres
- Cançó del lladre: quatre variacions per a veu, clarinet i piano (2001)
- Crit (1978), sardana sobre un motiu dels Segadors, enregistrada per la "Cobla Joventut de Berga" en el LP Sardanes del Berguedà (Barcelona: Foc Nou, 1986 ref. FLP127)
- La Fia-Faia (2006), músiques per la festa que se celebra a Bagà i Sant Julià de Cerdanyola en la nit de Nadal[4] (Parts: Baixada de faies, Corredisses, Rotllana al voltant del foc - Partitures Arxivat 2010-06-20 a Wayback Machine.)
- Himne de la Penya Blaugrana de Saldes (2000), amb lletra de Carles Cortina i Riu
- Olors de Patum (1981), galop per a cobla, enregistrat per la cobla Selvatana en el DC Colla sardanista Cim d'Estela (Manresa: CK Music, 2006 ref. CK-40014-CD)
- Rogatives a Queralt, harmonització d'aquesta marxa de processó